# Adenanthos sericeus
Adenanthos sericeus és una espècie d'angiosperma de la família de les proteàcies (Proteaceae) endèmica d'Austràlia Occidental. Creix en turons de sorra costers i afloraments rocosos.

## Característiques
És un arbust de fins a 5 m d'alçada. Floreix entre l'inici de la primavera i a mitjans de la tardor (de juny a abril a Austràlia). Les flors són de color vermell brillant, però petites i fosques, molt suaus i peludes, i profundament dividides. L'estil mesura 40 mm de llarg, i és glabre; ovari també glabre.

## Cultiu
Es cultiva preferentment pel seu fullatge suau més que no pas per les flors, ja que aquestes són massa petites. En cultiu usualment creix entre 2 i 3 m d'alçada amb una similar amplada amb el fullatge, i requereix un manteniment mínim perquè estigui en bona forma.
A causa de la seva tolerància a la sal i el vent, es converteix en una excel·lent planta costanera, però no és molt convenient per a sòls més pesants i compactes. Té un ritme de creixement de mitjà a ràpid.